# جامعة دمنهور
جامعة دمنهور جامعة مصرية حكومية مقرها مدينة دمنهور بمحافظة البحيرة، تأسست عام 2010. كانت فرعاً لجامعة الإسكندرية منذ عام 1979 م إلى أن صدر القرار الجمهوري بإنشاءها.

## نبذة تاريخية
في البداية كان فرع دمنهور لجامعة الإسكندرية والتي كانت تهدف إلى استكمال المقومات اللازمة لإنشاء جامعة دمنهور على أسس علمية واقتصادية وذلك من خلال تبني فكرة الأقسام العلمية الموحدة وكذلك الإدارة الاقتصادية للجامعة وإضافة كليات جديدة ففرع دمنهور استمر لما يزيد عن ربع قرن منذ إنشــائه فـى أواخـر السبعينـات وحتـى عام 2006 لا يزيـد عـدد كلياته عن أربــعـة كلــيــات هي (التربية – الزراعة – الآداب – التجارة) حتى صدرت القرارات الجمهورية بإضافة ثلاثة كليات جديدة وهي (العلوم – التمريض – الطب البيطري) وقرارات مجلس الجامعة بإنشاء فروع لبعض الكليات لها في دمنهور وهي (الصيدلة – رياض الأطفال – الحقوق) وذلك من العام الجامعي 2007/2008.
- تم افتتاح كلية التربية عام 1979/1980 ثم صدر القرار الجمهوري رقم 507 لسنة 1988 بإنشاء فرع جامعة الإسكندرية بدمنهور.
- بدأت كلية الزراعة في العام الدراسي 1983/1984 ثم استقلت بصدور القرار الجمهوري رقم 507 لعام 1988.
- تم إنشاء كلية الآداب بدمنهور عام 1984 امتداداً طبيعياً لكلية الآداب – جامعة الإسكندرية حتى صدر القرار الجمهوري رقم 507 لسنة 1988 باستقلال كلية الآداب بدمنهور.
- صدر القرار الجمهوري رقم 507 لسنة 1988بإنشاء كلية الزراعة بمدينة دمنهور.
- صدر القرار الجمهوري رقم 507 بتاريخ 4 ديسمبر 1988 بإنشاء كلية التجارة بدمنهور.
- تم إنشاء كلية العلوم بدمنهور بقرار جمهوري رقم 87 في 27 مارس 2007 الموافق 8 من ربيع الأول عام 1428.
- صدر القرار الجمهوري رقم 267 لسنة 2006 بإنشاء كلية التمريض بدمنهور.
- تم افتتاح فرع كلية رياض الأطفال بجامعة الإسكندرية بدمنهور في العام 2008/2009.
- صدر قرار جمهوري بإنشاء كلية الطب البيطري بجامعة الإسكندرية - فرع دمنهور رقم 87 بتاريخ 28 مارس 2007.
- وافق مجلس جامعة الإسكندرية في جلسته المنعقدة في شهر سبتمبر 2008 على افتتاح فرع لكلية الصيدلة بدمنهور وكذلك كلية رياض الأطفال.

وأخيراً صدر رئيس الجمهورية السابق محمد حسني مبارك بتاريخ 26/10/2010 قرارا جمهوريا بإنشاء جامعة دمنهور، وينص القرار على إلغاء فرع جامعة الإسكندرية بدمنهور، وضم الكليات التابعة لهذا الفرع الذي تم إلغاؤه إلى جامعة دمنهور حيث أن قرار رئيس الجمهورية يقضي بأن تضم الجامعة 12 كلية هي: "الآداب، التجارة، الزراعة، التربية، التمريض، العلوم، الطب البيطري، الصيدلة، رياض الأطفال، الطب، طب الأسنان، الهندسة.

## قرار إنشاء الجامعة
أصدر الرئيس السابق محمد حسني مبارك قراراً جمهوريا بإنشاء جامعة دمنهور . ينص القرار على إلغاء فرع جامعة الإسكندرية بدمنهور، وضم الكليات التابعة لهذا الفرع الذي تم إلغاؤه إلى جامعة دمنهور.
صرح بذلك الدكتور هاني هلال وزير التعليم العالي والدولة للبحث العلمي الأربعاء، معربا عن خالص تهنئته لشعب دمنهور وقياداته المحلية والشعبية والقيادات الجامعية بالإسكندرية ودمنهور الذين تضافرت جهودهم من أجل العمل على استيفاء فرع دمنهور لمقوماته المادية والبشرية وتم استكمال البنية الأساسية اللازمة لتطوير كلياته من منشآت ومعامل مما جعله جديرا بالتحويل إلى جامعة مستقلة.
أشار الوزير إلى أن نسبة التعليم العالي بمحافظة البحيرة حاليا تصل إلى 13% من الشريحة العمرية وأن إنشاء الجامعة سيؤدي إلى زيادة هذه النسبة إلى 20% خلال عشر سنوات لكي تقترب من النسبة الموجودة على مستوى الجمهورية.
أضاف الوزير أن قرار رئيس الجمهورية يقضي بأن تضم الجامعة 12 كلية هي: الآداب، التجارة، الزراعة، التربية، التمريض، العلوم، الطب البيطري، الصيدلة، رياض الأطفال، الطب، طب الأسنان، الهندسة.
وقال عبد السلام عاشور رئيس لجنة التعليم بالمجلس المحلي بالمحافظة: إن قرار الرئيس يأتي تحقيقا لمطالب جماهيرية أثيرت في المجلس المحلي للمحافظة وفي المؤتمر السنوي للحزب الوطني على مدى سنوات خاصة أن هذه الجامعة لن تخدم محافظة البحيرة فقط ولكنها ستخدم المحافظات المجاورة وتساهم في رفع نسبة التعليم العالي في المحافظة ورفع مستوى الكوادر البشرية في المحافظة لأن التعليم هو أفضل السبل لاستغلال الطاقة البشرية في مصر.
جدير بالذكر دور الشبكة الطلابية في النهوض بالمستوى الخدمي لطلاب جامعة دمنهور، محمد يوسف ومحمد أبو خطوة مؤسسي الشبكة الطلابية بكلية التجارة بدمنهور كان لهم الدور البارز في تغيير النمط التقليدي والانطباع السيئ لدى البعض عن جامعة دمنهور.
ويقول أشرف مطاوع عضو مجلس محلى المحافظة: إن قرار إنشاء الجامعة يأتي تتويجا لجهود كبيرة حيث أن فرع دمنهور من أقدم الفروع وبدأ العمل منذ عام 1981 ولكنه شهد طفرة حقيقية منذ 4 سنوات وإنشاء الجامعة هو مدعاة للفخر لأبناء المحافظة وسيوفر لهم الاستقرار النفسي والمعنوي داخل محافظتهم كما سيزيل عبئا كبيرا عن كاهل أولياء الأمور خاصة بعد استكمال باقي الكليات داخل الفرع.

## الرسالة
استشراف آفاق مستقبل واحتياجات الوطن والإسهام في بناء وتنمية الكفاءات المعرفية لمصر عامة وللقطاعات التنموية فيها بما يفعل هذا الإسهام ويحقق تميز الجامعة في دوائر عملها المحلية والإقليمية والعالمية.

## نشأة الجامعة
لم يكن لمحافظة البحيرة قبل عام 1984 نصيب كبير في انتشار التعليم الجامعي على أرضها، على الرغم من كونها من أكبر محافظات مصر مساحة، وكان كل اعتمادها في التحاق أبنائها بالتعليم الجامعي على محافظة الإسكندرية والمحافظات المجاورة، ومن هنا بدأ التفكير في إنشاء فروع لبعض الكليات لجامعة الإسكندرية بالمحافظة، حيث أُنشئت كلية التربية، ثم كليات الآداب والتجارة والزراعة.
وكان من بين الأهداف الداعية إلى إنشاء فرع لكلية الآداب بدمنهور خلافا للعملية التعليمية لأبناء المحافظة؛ أن تعمل هذه الكلية على الارتباط بالمجتمع المحلي للمحافظة؛ ولتكون بالفعل مركز إشعاع للبيئة المحيطة، وللتنوير الثقافي وذلك من خلال المشاركة في معالجة قضايا المجتمع، فضلا عن القيام بالأبحاث الميدانية والأبحاث التدريبية التي تتناولها أقسام الكليات المختلفة كل فيما يخصه في المناطق القروية المحيطة أو المؤسسات الاجتماعية ومؤسسات الخدمات بعاصمة الإقليم، وهذه الأنشطة كلها تدخل في صميم الفلسفة القائم عليها العديد من أقسام كلية الآداب.
وقد استمر هذا الوضع قائما حتى صدر القرار الجمهوري رقم 507 لسنة 1988 باستقلال كليات فرع دمنهور، فأصبح من الواجب تعيين عميد مستقل للكلية، فشغل المنصب الأستاذ الدكتور فاروق مصطفى إسماعيل أستاذا للأنثربولوجيا بكلية الآداب في جامعة الإسكندرية من 12/11/1991 ثم الدكتور غريب محمد سيد أحمد اعتبارا من 14/9/1995 ثم أ. د محمد على بهجت الفاضلي خلال الفترة من 31/3/1998 إلى 31/3/2004 ثم الدكتور أشرف أحمد جابر فراج من 31/8/2006 إلى 31/7/2008 ثم الأستاذ الدكتور / فضل الله محمد إسماعيل اعتباراً من 1 / 8 / 2008.
إلى أن أصدر السيد الرئيس محمد حسني مبارك رئيس الجمهورية قراراً بإنشاء جامعة دمنهور، وينص القرار على إلغاء فرع جامعة الإسكندرية بدمنهور وضم الكليات التابعة لهذا الفرع الذي تم إلغاؤه إلى جامعة دمنهور.
ولا شك أن الكلية على هذا النحو تستطيع أن تمد إقليم البحيرة على امتداد مدنه وقراه بأعداد من المتخصصين سواء في مجال التدريس لمختلف التخصصات بها أو المتخصصين في إعداد الخرائط والمساحة والأخصائيين والباحثين والاجتماعيين والعاملين في مجال الترجمة والسياحة والإعلام والآثار، وما إلى ذلك من تخصصات محل اهتمام أقسام الكلية.
ولمواكبة أحدث تيارات العصر الذي نعيشه تحاول الكلية ألا تتخلف عن ركب التقدم واستجلاب أحدث الوسائل العملية التعليمية والإدارية فهي مثلا بسبيلها إلى إنشاء وحدة حديثة للحاسب الآلي، وإنشاء متحف للآثار يضم نماذج مختارة من قطع الآثار ليكون مزارا لطلاب المحافظة وأهلها، وإنشاء معمل للغات الأجنبية، واستكمال تجهيزات وحدة البحوث الاجتماعية والإعلامية، ومرسم ومعمل الجغرافيا فضلا عن تزويد الكلية بالمعينات السمعية والبصرية الحديثة اللازمة لإدارة العملية التعليمية على أحدث النظم المعمول بها حاليا.

## الكليات
يبلغ عدد الكليات العاملة بجامعة دمنهور 12 كلية وهي كليات "الصيدلة، الطب البيطري، التمريض، العلوم، التربية، الآداب، التجارة، الزراعة، تربية وطفولة مبكرة، تربية نوعية، حاسبات ومعلومات”.

### كلية الطب
- موقع إنشاء مبنى كلية الطب والمستشفى الجامعي بمجمع الأبعادية التعليمي المكون من 3 مبانٍ (مبنى كلية الطب، مبنى المستشفى، الملحق) الموقع العام، ويتكون كل من مبنى كلية الطب ومبنى المستشفى من بدروم، وأرضي، و8 أدوار علوية بمساحة تقريبية 3200 م2.

### كلية طب الأسنان
مبنى كلية طب الأسنان بمجمع دمنهور التعليمي، الذي يمثل خطوة هامة نحو الارتقاء بالتعليم الطبي بالجامعة، ويتكون من مبنى كلية طب الأسنان، ويشتمل على دور أرضي، و9 أدوار علوية، بمساحة تقريبية 3200 م2 بواقع (5) مدرجات بمساحة 273 م2 و(5) معامل لطب الأسنان، بمساحة 252 م2 و(6) معامل بمساحة 138 م2، وسيميلاتور، بمساحة 189.5 م2، بمساحة 72 م2، بتكلفة نحو 68 مليون جنيه.

### كلية الهندسة
كلية الهندسة بمجمع الأبعادية التعليمي المكون من دور أرضي، و8 أدوار علوية متكررة على مساحة 3600م 2 بتكلفة 120 مليون جنيه، ويحتوي المبنى على 7 ورش، و7 مدرجات، و 12 فصل رسم، ومكاتب إدارية، بجانب القاعات الدراسية، 35 معملاً، وتضم الكلية أقسام (الهندسة المدنية، الهندسة الكهربائية، الهندسة المعمارية، الهندسة الميكانيكية).

### كلية التجارة
أُنشئت كفرع من كلية التجارة بالإسكندرية في العام الجامعي 83/84 وتم تخريج أول دفعة في العام الجامعي 87/88. بمبنى الاتحاد الاشتراكي سابقا بدمنهور.تعطلت الدراسة في العام الجامعي 88/89 لظروف خاصة ونقلت الدراسة بالإسكندرية. صدر القرار الجمهوري الخاص بإنشاء كلية التجارة بدمنهور بالقرار رقم 507 بتاريخ 4/12/1988. أُعيدت الدراسة في العام الجامعي 95/96 وصدر قرار تعيين أول عميد للكلية أ.د محمد سمير الصبان. إنتقلت الكلية إلى مبناها الحالي في العام الجامعي 2003/2004.

### كلية الزراعة
أنشئت كلية الزراعة بدمنهور عام 1983-1984 كفرع من كلية الزراعة بالشاطبي - جامعة الإسكندرية. صدر القرار الجمهوري رقم 507 لسنة 1988 باستقلالها وتمت الدراسة بفرع الكلية بالبستان للفرقة الأولى بداية من العام الجامعي 2006/2007 م في مبانيها الجديدة.

### كلية الآداب
بدأت كلية الآداب بدمنهور وفقا للقرار الجمهوري رقم 507 لسنة 1988.

### كلية الصيدلة
استكمالا للخطوات التنفيدية لإنشاء جامعة دمنهور وبرؤية مستقبلية واعدة من الأستاد الدكتور/ سعيد عبده نافع نائب رئيس جامعة الإسكندرية لفرع دمنهور، وافق مجلس جامعة الإسكندرية في جلسته المنعقدة في شهر سبتمبر 2008 على افتتا فرع لكلية الصيدلة بدمنهور لتتكامل هذه الكلية الوليدة مع باقى كليات الفرع لتكون صرحا علميا متميزا.و تتبع الكلية جامعة ألأـسكندرية وتضم183 طالبأ وبدأت الدراسة النظرية والعملية للفرقة الأولى (إعدادي صيدلة) للعام الجامعى 2008/2009 في كلية العلوم. وتتوق كلية الصيدلة فرع دمنهور إلى استكمال مبانيها واستقلالها لتصبح واحدة من ارقى الكليات على المستوى المحلى والأقليمى والدولي.

### كلية التربية للطفولة المبكرة
تم افتتاح كلية رياض الأطفال بجامعة الإسكندرية تحت إشراف وزارة التعليم العالي عام 1990 وبناء على القرار الجمهوري رقم (329) لسنة 1998، تم ضم الكلية إلى جامعة الإسكندرية وبعد ذلك تم فتح فرع للكلية بدمنهور في العام الدراسي 2009/2008 وذلك استكمالا للخطوات التنفيدية لإنشاء جامعة البحيرة وبرؤية مستقبلية واعدة من الأستاد الدكتور/ سعيد عبده نافع نائب رئيس جامعة الإسكندرية لفرع دمنهور. وقد وافق مجلس جامعة الإسكندرية في جلسته المنعقدة في شهر سبتمبر 2008 على افتتاح فرع لكلية رياض الأطفال بدمنهور لتتكامل هذه الكلية الوليدة مع باقى كليات الفرع لتكون صرحا علميا متميزا. وتتبع الكلية جامعة ألأـسكندرية وتضم 183 طالبأ وبدأت الدراسة النظرية والعملية للفرقة ألأولى للعام الجامعى 2008/2009.